# Low Carb High Fat
Low Carb High Fat (LCHF) är en kost med lågt intag av kolhydrater (Low Carb, "lite kolhydrater") och högt intag av fett (High Fat, "mycket fett"), den strikta varianten kan vara en ketogen kost.
Den påstås fungera som metod för kontroll av blodsocker och för viktminskning. Än så länge finns få vetenskapliga studier av kosten, särskilt på längre sikt, och kunskapen om dess effekter är därför begränsad. Några studier av kost med lågt kolhydratintag har visat positiva effekter för typ-2-diabetiker under upp till två år.

## Teoretisk bakgrund
Förkortningen LCHF består egentligen av två koncept: LC (low-carb, "lite kolhydrater") och HF (high-fat, "mycket fett"). LCHF har sina paralleller i, och bygger vidare på, tankar i de uppmärksammade dieterna Atkinsdieten och stenålderskost. Många GI-metoder omfattar en initial kraftig minskning av kolhydratsintaget under ett par veckor, liknande den vid LCHF (till exempel "rivstarten" i GI Viktkolls modell), men kan inte riktigt jämföras med LCHF eftersom det handlar om val av kolhydrater, långsamma framför snabba.

### LC
Teorin bakom LC (lågt kolhydratintag) kan kortfattat beskrivas på följande sätt: Kolhydrater, snabba såväl som långsamma, bryts i kroppen ned till enkla sockerarter för att kunna användas som energi i form av glukos. Därmed stiger blodsockret som i sin tur driver på insulinproduktionen med höga socker- och insulinvärden som följd.
Med lågt intag av kolhydrater i kosten får man lägre blodsockerhalt och därmed lägre insulinvärden. I avsaknad av kolhydraternas energi måste energi istället tillföras i form av protein och/eller fett. Försök som publicerats i the Lancet 1956 visar att viktminskning till viss del beror på att energi i form av intaget fett inte tas upp av kroppen till lika stor del som energi från protein eller kolhydrat. Detta skulle alltså tala mot teorin om att "en kalori alltid är en kalori" oavsett vad den kommer ifrån. En diet bestående av 1000 kcal om dygnet från fett gör eventuellt att man går ner i vikt fortare än 1000 kcal från protein, och i synnerhet 1000 kcal från kolhydrater. I en nyare studie från 2009 där man kontrollerade dieten hos 811 överviktiga personer i kombination med analys av avföring och motion talar dock för teorin att det är det totala kaloriintaget och inte typen (fett, protein eller kolhydrater) som påverkar vikten. I en rapport från SBU 2013 där ett stort antal studier jämförts drog man samma slutsats. Andra studier har visat att kolhydratfattig kost förvisso kan påverka vikten kortsiktigt, men främst i form av att kroppens vattenmängd minskar.

### HF
Teorin bakom HF (högt fettintag) kan kortfattat beskrivas på följande sätt: Människan är beroende av intag av vissa fettsyror hon svårligen kan syntetisera själv. Detta gäller långkedjigt omega-3 och omega-6. Dessa fetter finns främst i kött, vegetabilier, nötter, frön, fisk, och alger.
Balansen mellan långkedjigt omega-3 och omega-6 bör vara 1:1 då fleromättat fett kräver rik tillgång till antioxidanter för att neutralisera de fleromättade fetternas frisättande av ohälsosamma fria radikaler med mera. Helt klara linjer finns inte, men många LCHF:are föredrar och rekommenderar ofta naturligt förekommande animaliskt mättat fett framför industriellt processat fett från växtriket eller djurriket. Icke hårt processade fetter från växtriket accepteras.

## Vetenskapligt stöd
Metoden är kontroversiell när det gäller diabetes; Socialstyrelsen skriver "Det är ännu oklart om extrem lågkolhydratkost kan vara bra vid diabetes, eftersom det saknas vetenskapligt underlag för att bedöma långsiktiga effekter och långsiktiga risker". "Om en person ändå väljer att pröva extrem lågkolhydratkost är det viktigt att hälso- och sjukvården kan ge information om hur denna typ av kost är sammansatt samt följa upp personens hälsotillstånd och vad kosten har för effekt." (sid 24).  En artikel från 2015 uttrycker tvärtom åsikten att lågkolhydratkost (<130 gram per dag) borde vara den första åtgärden i behandling av diabetes, istället för medicinering.
För närvarande finns det frågeställningar kring hur pass skadligt fett verkligen är för hälsan. Flera senare studier visar att LCHF fungerar för att gå ned i vikt på ett till två års sikt, dock inte bättre än andra viktminskningsmetoder. Det finns anledning att se över mängden fett i maten samt vilken typ av fettrika livsmedel som medelålders och äldre konsumerar då vetenskapliga studier har visat att en för hög andel fett i maten kan leda till undernäring hos äldre.
Flera svenska dietister, forskare och läkare varnar för dietens effekter på hälsan och beskriver den som "den farligaste modedieten vi haft" och "ett hot mot folkhälsan". Läkare har också särskilt varnat för att ge LCHF till barn med typ 1-diabetes. I en rapport från SBU 2013 där ett stort antal studier analyserades, konstaterades att det inte har upptäckts någon signifikant generell skillnad i långsiktig viktminskning mellan olika dieter. 2014 skrev Time magazine på sitt omslag "Eat butter" och hävdar att nya stora meta-studier visar på att det inte finns någon ökad risk med att äta mättat fett vilket LCHF-förespråkare också hävdar.

### WHI 2006
I denna studie följdes ca 50 000 postmenopausala kvinnor mellan 50 och 79 år som inte hade genomgått hysterektomi under 8 år. Studien anses kunna ge stöd för att ifrågasätta teorin att fett eller mättat fett skulle ge hjärtsjukdom. Knappt hälften av studiens deltagare randomiserades till lågfettskost och drog ner rejält på fettintaget, samt åt mer frukt och grönt. Resultatet blev ingen minskning av risken för hjärtsjukdom. Faktum var att för de redan hjärtsjuka fanns en liten tendens till ökad risk i lågfettsgruppen, som var statistiskt signifikant. Ingen minskad cancerrisk sågs.

### Gardner 2007
När det gäller viktnedgång kom våren 2007 en jämförande studie mellan Atkinsdieten, the Zone, LEARN och Ornish, publicerad i JAMA. Viktnedgången på 12 månader skilde sig inte signifikant mellan Atkinsdiet och de två sistnämnda.

### Ludwig 2012
I en studie som publicerades 2012 uppmättes en cirka 300 kilokalorier högre förbränning per dag hos personer som åt lågkolhydratkost. Studien innefattade 32 deltagare, varav  17 män och 15 kvinnor. 11 av deltagarna genomförde ej studien till dess slut. Studien var tre gånger fyra veckor där deltagarna fick äta tre olika dieter med konstant mängd kalorier. Kritiker mot studien menar att skillnaden i uppmätt förbränning är orsakad av att kroppen binder olika mycket vatten vid olika dieter.

### Statens beredning för medicinsk och social utvärdering (SBU) 2013
I september 2013 utkom SBU med en omfattande rapport där tidigare vetenskapliga studier utvärderas. I rapporten drar man slutsatsen att på lång sikt finns inga skillnader i effekt på viktnedgång mellan lågkolhydratkost, lågfettkost, högproteinkost, medelhavskost, kost inriktad på låg glykemisk belastning eller kost med hög andel enkelomättade fetter. En del i detta bedömer SBU beror på ändrad följsamhet (sid 35 i sammanfattningen). På kort sikt (6 månader) fanns det dock belägg för att lågkolhydratkost hade en bättre effekt än lågfettkost på vikten, både avseende fettmassa och fettfri massa. Dock konstaterar man att det inte går att dra några slutsatser om risken för hjärt-kärlsjukdomar eller diabetes.

## Historik
LCHF-kosten är en mer extrem version av Atkins-dieten och har varit omdebatterad i traditionella (massmedia) och sociala medier, sedan tidigt 2000-tal i Sverige.
I de länder lågkolhydratdieter slagit igenom har de alltid följts av intensiva diskussioner för och emot. Detta avsnitt refererar främst de svenska diskussionerna kring LCHF. Framför allt har det vetenskapliga stödet för Livsmedelsverkets kostrekommendationer respektive LCHF diskuterats och ifrågasatts.
I oktober 2005 startade allmänläkaren Annika Dahlqvist en bloggsida om LCHF. Hon hade året innan provat att banta med en lågkolhydratmetod som förutom viktnedgång även gjorde henne symptomfri från fibromyalgi och magbesvär. Dahlqvist började rekommendera denna kost till sina diabetespatienter på Njurunda vårdcentral.
I december 2005 anmälde två dietister Annika Dahlqvist till socialstyrelsen för att hennes kostråd skulle äventyra patienternas säkerhet.
År 2005 gav journalisten Sten Sture Skaldeman ut sin bok "Ät dig ner i vikt" efter att själv ha gått ner 65 kg med LCHF. Senare samma år gav Lars-Erik Litsfeldt ut boken "Fettskrämd" grundad på egna erfarenheter av hälsoförbättringar och viktminskning av LCHF.
År 2006 uppmanades Annika Dahlqvist av vårdcentralens ledning att upphöra med sina rekommendationer, eftersom de stred mot Livsmedelsverkets kostråd och eftersom de ansågs utgöra ett hot mot vårdcentralens trovärdighet. Annika Dahlqvist sa då upp sig från sin tjänst.
I maj 2007 försvann Socialstyrelsens riktlinjer för diabetesvård från 1999 från deras hemsida och de bekräftade att riktlinjerna kommer att ses över på grund av nytt kunskapsläge. Detta beräknades vara klart till hösten 2009.
I juli 2007 utkom "Ideologin och pengarna bakom kostråden" av Lars-Erik Litsfeldt och Per Wikholm. Boken argumenterar för att det var politiska beslut under 1950-, 1960- och 1970-talen snarare än folkhälsoforskning som ledde fram till dagens kostråd.
I januari 2008 godkände ADA, American Diabetes Association, lågkolhydratkost som alternativ för typ 2-diabetiker som vill gå ner i vikt.
I ett beslut den 17 januari 2008 avgjorde Socialstyrelsen anmälan mot Annika Dahlqvist vars kostråd inte befanns strida mot vetenskap och beprövad erfarenhet, utan godkändes som ett alternativ till tidigare råd vid diabetes typ 2 eller övervikt. I Socialstyrelsens utredning noteras även att "evidens för farlighet inte framkommit i hittills gjorda systematiska litteraturgenomgångar". Detta dock med reservation bland annat för att längre studier än ett år saknas.
Socialstyrelsen tar i "Kost vid diabetes - en vägledning till hälso- och sjukvården" utgiven 2011 upp lågkolhydratkost. Man menar där att det ännu saknas vetenskapligt underlag för att bedöma effekten av kosten vid diabetes och dess eventuella risker över längre tid, men att ett flertal studier pågår och kunskapen väntas öka de närmaste åren.

## Kritik av LCHF

### Riskargument
Den vanligaste kritiken mot LCHF avser rekommendationen att ersätta kolhydrater med fett, i första hand animaliskt fett. Kritiken bygger på att mättat fett ökar LDL-kolesterolet och att ökat kolesterol ger ökad risk för hjärtinfarkt. Det finns studier som visar samvariation mellan väldigt höga eller väldigt låga nivåer av LDL-kolesterol å ena sidan och hjärtinfarkt å andra sidan, även om det är oklart exakt hur mekanismen ser ut.
En review i American Journal of Clinical Nutrition har utvärderat flera studier och kommit fram till att byta mättat fett till fleromättat fett har visats varit hälsosamt i att förebygga hjärt-kärlsjukdom i några studier. Men flera studier visade inte heller någon skillnad när man bytte ut mättat fett mot andra typer av fett. Det som framgår är att om man ersätter det mättade fettet med kolhydrater kunde andra komplikationer uppstå som ökar risken för hjärt-kärlsjukdomar och fetma.
En annan studie undersökte den japanska efterkrigstidens diet som var baserad på marina djur, frukt, grönsaker, nötter, frön samt bönor, men mycket lite animaliskt fett. Denna diet associerades med låga nivåer av LDL, serum-kolesterol och blodtryck. Dieten förklarar enligt författarna, varför det har varit relativt låga dödstal i landet kopplat till kardiovaskulära sjukdomar och stroke.
En annan ganska vanlig farhåga är att de ketonkroppar som kroppen bildar vid mycket lågt kolhydratintag (varvid man sägs hamna i ketos) skulle innebära risk för ketoacidos. Det senare är ett livshotande tillstånd med vanligaste orsak svår insulinbrist hos diabetiker. Ketos och ketoacidos är normalt två helt olika fysiologiska fenomen. Dock finns ett publicerat patientfall 2004 med ketoacidos hos en person som åt enligt Atkinsdieten.
Det finns indikationer på risker med långsiktig (över ett år) kolhydratfattig kost, bland annat förändringar i humör.
Ketogen diet i samband med minskat vätskeintag kan leda till ökad risk för njursten. Studien inriktar sig på behandling av epilepsi med Ketogen diet. När behandlingen kompletterades med råd att dricka rikligt med vätska försvann symptomen.

### Vem ligger bakom?
Sveriges Radio angav i ett reportage den 30 augusti 2011 att mycket av forskningen bakom LCHF-dieten finansieras av bland annat mejeriföretag och köttindustriorganisationen National Cattlemen's Association.